# Хотёново (Палехский район)
Хотёново — деревня в составе Сакулинского сельского поселения Палехского района Ивановской области.

## География
Деревня находится на востоке Палехского района, в 15 км к востоку от Палеха, рядом с селом Сакулино.

## Население
| 1859 | 1905 | 2010 |
| ---- | ---- | ---- |
| 112  | ↘107 | ↘83  |